# Charlotte Williams
Charlotte Williams OBE, FRS é uma química britânica, professora de química orgânica na Universidade de Oxford. Sua pesquisa se concentra na síntese de novos catalisadores com especialização em química organometálica e química de materiais poliméricos.

## Formação
Estudou química no Imperial College London, obtendo um PhD sob orientação de Vernon Charles Gibson e Nick Long.

## Pesquisa e carreira
Williams ingressou na Universidade de Cambridge como pesquisadora associada de pós-doutorado, trabalhando com Andrew Bruce Holmes e Richard Friend. Concentrou-se na síntese de polímeros eletroativos. Seguiu depois para a Universidade de Minnesota, trabalhando no grupo de Marc Hillymer e William Tollman na catálise de zinco.
Em 2003 foi nomeada lecturer do Imperial College London.

Foi nomeada Senior Lecturer em 2007, reader em 2009 e professora em 2012. Desenvolveu polímeros biodegradáveis à base de açúcar produzidos a partir de lignocelulose.

## Honrarias e prêmios
- 2004 Medalha e Prêmio Meldola[8]
- 2016 Medalha Corday–Morgan[9]
- 2021 Eleita fellow da Royal Society[10]